# Dorothea Moritz
Dorothea Moritz, verheiratete Holloway (* 8. Juni 1932 in Weißenfels; † 3. Februar 2017 in Berlin), war eine deutsche Schauspielerin, Hörspielsprecherin und Journalistin.

## Leben
Dorothea Moritz studierte bis 1954 an der Staatlichen Schauspielschule in Hamburg und schloss ihre Ausbildung mit dem Diplom ab. Sie spielte an verschiedenen deutschen Theatern, unter anderem am Deutschen Schauspielhaus und unter bekannten Regisseuren wie Gustaf Gründgens, Fritz Kortner oder Hans Schweikart. Zum Jahreswechsel 1997/1998 war sie neben Hildegard Schroedter und Karin Bremer in dem Stück Dankbare Frauen von Margret Kreidl im Berliner Postfuhramt zu sehen. Weitere Einzelheiten ihrer Theaterlaufbahn konnten nicht ermittelt werden.
Seit 1959 arbeitete Dorothea Moritz regelmäßig für Film und Fernsehen. Jürgen Roland besetzte sie in drei Folgen seiner Krimireihe Stahlnetz, es folgten Episodenrollen in bekannten Serien wie Polizeifunk ruft, Ein Fall für Titus Bunge oder Hamburg Transit. Ab 1975 war sie in vier Tatort-Folgen zu sehen. Niklaus Schilling verpflichtete Moritz als Schwester des Titelhelden in seinen Filmen Der Willi-Busch-Report (1979) und der Fortsetzung Deutschfieber (1992).

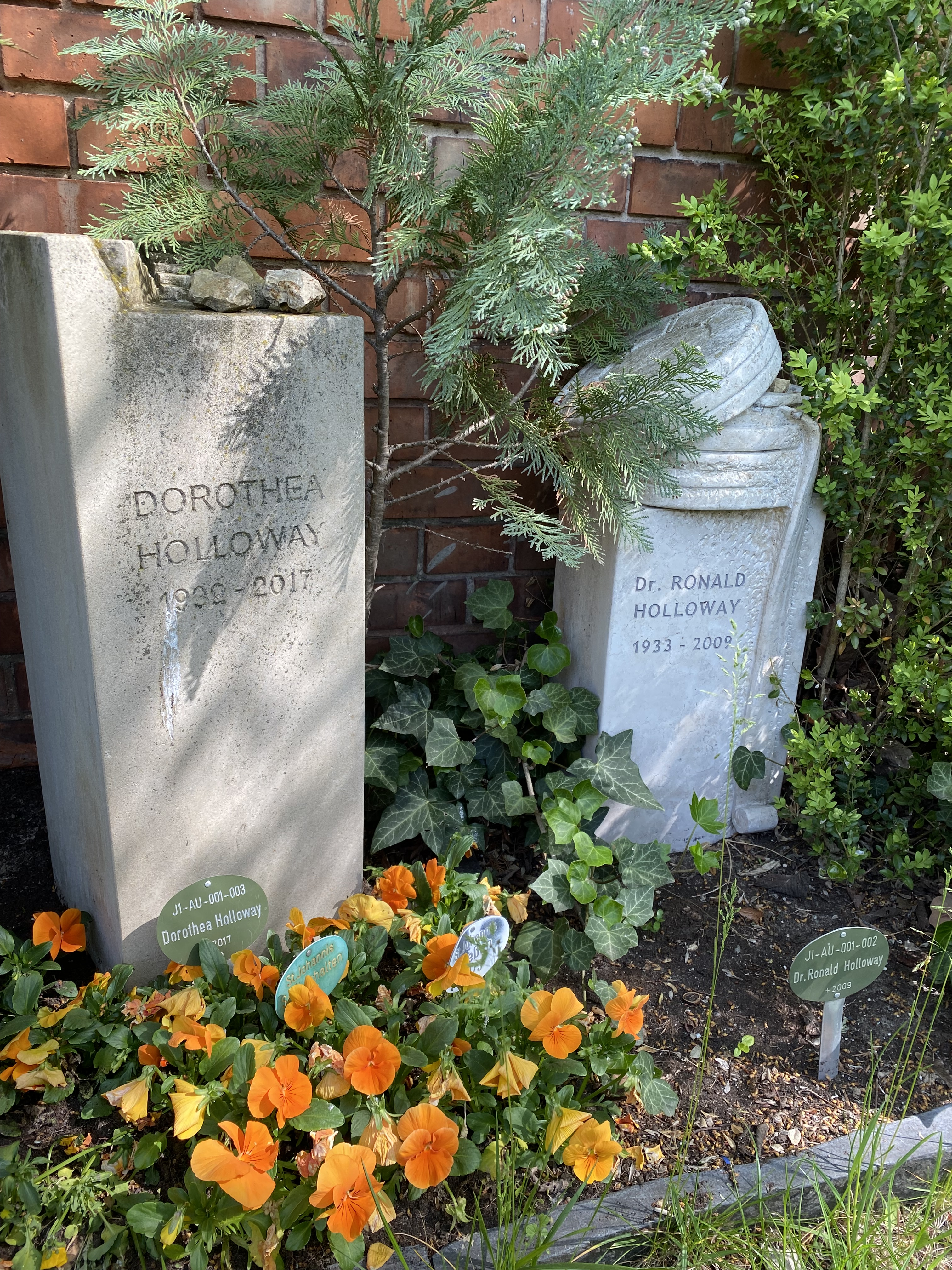
Grabstätte

Dorothea Moritz spielte auch in internationalen Produktionen wie Gruppenbild mit Dame von Aleksandar Petrović oder Eine Liebe in Deutschland von Andrzej Wajda. Unter Fredi M. Murer war sie in der Rolle der Mutter in dessen mehrfach ausgezeichnetem Film Höhenfeuer zu sehen.
Insbesondere in den 1950er- und 1960er-Jahren war Dorothea Moritz eine vielbeschäftigte Hörspielsprecherin, hauptsächlich in Produktionen des Nordwestdeutschen Rundfunks und des Norddeutschen Rundfunks. Mehrfach stand sie für die Serie Die Jagd nach dem Täter vor dem Mikrofon oder in Hörspielen von Günter Eich. Seit 1998 veranstaltete Moritz Lesungen mit Texten verschiedener Autoren, häufig in Kirchen, so unter anderem im Berliner Dom.
Mit Beginn der 1970er-Jahre arbeitete Dorothea Moritz vermehrt journalistisch und als Filmkritikerin. Ihr Engagement galt der deutsch-polnischen Aussöhnung und dem osteuropäischen Film. Auf dem Internationalen Filmfestival Karlovy Vary hatte sie ihren späteren Ehemann, den Filmjournalisten und -historiker Ron Holloway, kennengelernt, mit dem sie bis zu dessen Tod 2009 verheiratet war. 1976 zog das Ehepaar nach Berlin und Moritz wurde für die nächsten 19 Jahre Mitglied der Auswahlkommission des Kinderfilmfestes innerhalb der Berlinale.
1977 gaben Dorothea Moritz und Ron Holloway erstmals das englischsprachige Magazin Kino German Film heraus, das über den Tod Holloways hinaus bis 2015 weiter erschien. Umfangreich war Moritz mit ihrem Mann auch bei Interfilm, einer interkirchlichen Vereinigung im Filmbereich, tätig. 1985 rief sie gemeinsam mit Albrecht Stuby, dem damaligen künstlerischen Leiter des Filmfestivals Max Ophüls Preis, die Interfilm-Jury innerhalb des Festivals ins Leben, der sie über lange Jahre angehörte.
Dorothea Moritz verstarb im Alter von 84 Jahren in Berlin und wurde neben ihrem Mann auf dem Friedhof der Evangelischen Kirchengemeinde St. Johannis in Berlin-Tiergarten beigesetzt.

## Auszeichnungen
(gemeinsam mit Ron Holloway)
- 2002: Freedom Award der American Foundation
- 2004: Ehrenmitgliedschaft bei Interfilm
- 2007: Berlinale Kamera

## Filmografie (Auswahl)
- 1959: Stahlnetz: Das Alibi
- 1959: Stahlnetz: Aktenzeichen: Welcker u. a. wegen Mordes
- 1961: Die Sendung der Lysistrata
- 1963: Stahlnetz: Das Haus an der Stör
- 1967: Ein Fall für Titus Bunge – Onkel Tims Vermächtnis
- 1968: Der Arzt von St. Pauli
- 1968: Polizeifunk ruft – Die Sozialhelferin
- 1968: Polizeifunk ruft – Luftfracht für Beirut
- 1969: Ende der Durchsage
- 1972: Die Dreigroschenoper
- 1972: Hamburg Transit – Endstation Fuhlsbüttel
- 1974: Eine geschiedene Frau – Je später der Abend
- 1974: Hamburg Transit – Ein Koffer zuviel
- 1975: Der Fall von nebenan – Beschuldigungen
- 1975: Tatort – Tod im U-Bahnschacht
- 1976: PS – Geschichten ums Auto (Der Unfallwagen)
- 1976:  Stellenweise Glatteis
- 1977: Gruppenbild mit Dame
- 1977: Tod oder Freiheit
- 1978: Rheingold
- 1979: Kläger und Beklagte – Der lachende Dritte
- 1979: Der Willi-Busch-Report
- 1979: Ein Kapitel für sich
- 1980: Direktion City – Mamaspiele
- 1981: Freak Orlando
- 1983: Wilde Clique
- 1983: Eine Liebe in Deutschland
- 1983: Die Schaukel
- 1983: Die Matrosen von Kronstadt
- 1985: Höhenfeuer
- 1985: Tatort – Ordnung ist das halbe Sterben
- 1986: Kies
- 1989: Tatort – Armer Nanosh
- 1992: Deutschfieber
- 1990: Motivsuche
- 1999: Im Namen des Gesetzes – Fehlurteil
- 1999: Aimée & Jaguar
- 2001: Der Tunnel
- 2001: Tatort – Tot bist Du!
- 2008: Das blondierte Glück
- 2010: Eine flexible Frau
- 2011: Sommerlicht

## Hörspiele (Auswahl)
- 1953: Günter Eich: Die Mädchen aus Viterbo – Regie: Fritz Schröder-Jahn – NWDR
- 1954: Oscar Wilde: Die Sterne lügen nie – Regie: Gottfried Lange – NWDR
- 1954: Henry Miller: Hexenjagd – Regie: Fritz Schröder-Jahn – NWDR
- 1954: Dylan Thomas: Unter dem Milchwald – Regie: Fritz Schröder-Jahn – NWDR
- 1955: Günter Eich: Zinngeschrei – Regie: Gustav Burmester – NWDR
- 1959: Michael Noonan: Im Schatten der Wolke – Regie: Gustav Burmester – NDR
- 1960: Jochen Schöberl: Spuren nach Maracaibo (Folge 64 der Serie Die Jagd nach dem Täter) – Regie: Gustav Burmester – NDR
- 1960: Irmgard Wolffheim: Der Mann mit dem braunen Schlapphut (Folge 67 der Serie Die Jagd nach dem Täter) – Regie: Gustav Burmester – NDR
- 1960: Jochen Schöberl: Totentanz in g-moll (Folge 68 der Serie Die Jagd nach dem Täter) – Regie: Gustav Burmester – NDR
- 1960: Jochen Schöberl: Das einwandfreie Alibi (Folge 73 der Serie Die Jagd nach dem Täter) – Regie: Gerda von Uslar – NDR
- 1961: Walter Niebuhr: Der zertrümmerte Aschenbecher (Folge 88 der Serie Die Jagd nach dem Täter) – Regie: S. O. Wagner – NDR
- 1962: Bertolt Brecht: Das Verhör des Lukullus – Regie: Rudolf Noelte – NDR
- 1963: Hans Jakob Christoffel von Grimmelshausen: Simplicius Simplicissimus Teutsch – Regie: Ludwig Cremer – WDR
- 1964: Aleksandar Obrenović: Sonntag Nachmittag – Regie: Gert Westphal – NDR
- 1967: Siegfried Lenz: Das Labyrinth – Regie: Fritz Schröder-Jahn – NDR/SDR
- 1971: Hannelies Tachau: Fremde Tote – Regie: Hans Rosenhauer – NDR/SR
- 1973: Günter Kunert: Ehrenhändel – Regie: Hans Rosenhauer – NDR
- 1973: Mira Buljab: Ballade von einer Straßenkehrerin – Regie: Matija Koletic – NDR/BR